# 12 Рыси
12 Рыси (лат. 12 Lyncis) — тройная звезда в созвездии Рыси. Находится на расстоянии 214 световых лет от Солнечной системы. Её видимая звёздная величина 4,87m, звезда видна невооружённым глазом, 11-я по блеску в созвездии Рыси. Лучевая скорость относительно Солнечной системы близка к нулю.
Довольно близкая пара бело-голубых звёзд A и B (обе спектрального класса A2 с блеском 5,5m и 6,1m, соответственно), разделённая угловым расстоянием 1,8 секунды, сопровождается удалённым и более тусклым (+7,34m) жёлтым компаньоном C на угловом расстоянии 8,7 секунды.
Орбитальные параметры компонент А и B были впервые вычислены Джоном Эллардом Гором в 1887 году. Расстояние между ними 128 а. е., а период обращения 702 года. Компонента C находится от них на расстоянии 570 а. е. и делает оборот вокруг центра тяжести системы за 5640 лет.